# Phare de l'île Pancha
Le phare de l'île Pancha est un phare situé sur l'île Pancha, dans la localité d'Ortiguera, paroisse civile de Luarca de la commune de Ribadeo, dans la province de Lugo (Galice en Espagne).
Il est géré par l'autorité portuaire de Ferrol.

## Histoire
- Premier phare :

Prévu comme un phare de 3e ordre destiné à marquer l'entrée de l'estuaire de la rivière Eo et du port de Ribadeo, ce premier phare a été commandé le 31 mai 1857 et mis en service le 30 décembre 1859 avec une gamme de 9 milles nautiques, et fut actif jusqu'au 1er octobre 1983, date à laquelle il a été relayé par le phare actuel.

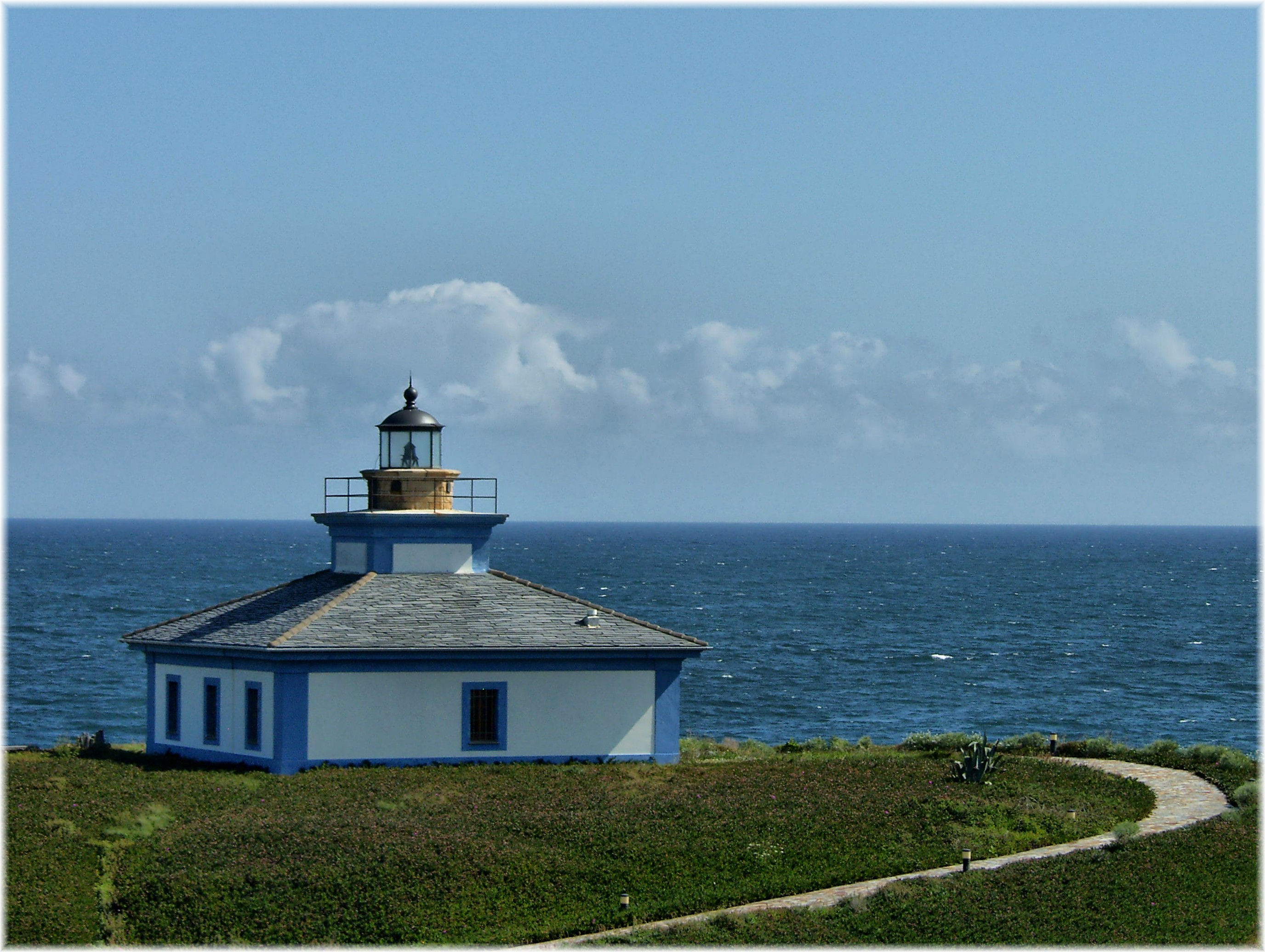
Premier phare

L'ingénieur du projet, Marcelo Sánchez Movellan, a mis au point une lumière sur une tour carrée de 9 m de haut au centre d'un bâtiment carré et 128 m2 afin de le protéger contre les tempêtes. La tour se termine par une galerie en fer forgé et une lanterne octogonale.
En 1858, il a été ajouté un pont de fer sur trois piliers ancrés sur deux îlots. Le phare était habité par deux gardiens. Cependant, pour économiser sur le service de maintenance, il a été décidé de construire un autre pont pour le relier à la terre ferme. En 1917, a été mis en place un feu à occultations. Il a été rendu inactif en 1983 mais il possède encore son système optique à lentille de Fresnel.
Depuis l'année 2014, l'ancien phare est utilisé comme hôtel sous l'initiative de « Faros de d'España ».
- Second phare :

Dans le dernier tiers du XXe siècle le phare actuel a été construit et il a été mis en service en 1983. C'est une tour cylindrique de 13 m de haut, avec double galerie et lanterne. Il est peint en blanc avec deux bandes horizontales noires. Il émet un groupe de 4 éclats blancs, toutes les 20 secondes, visibles juèsqu'à 21 milles nautiques. Il possède aussi une corne de brume qui émet, en temps de brouillard, la lettre R en morse (. - .) toutes les 30 secondes.
Identifiant : ARLHS : SPA155 ; ES-02725 - Amirauté : D1660 - NGA : 2340 .
|                 |
| Les deux phares |

|            |
| Île Pancha |

### Lien connexe
- Liste des phares d'Espagne